# Topomyia hardini
Topomyia hardini är en tvåvingeart som beskrevs av Miyagi, Toma och Ramalingam 1989. Topomyia hardini ingår i släktet Topomyia och familjen stickmyggor. Inga underarter finns listade i Catalogue of Life.